# Ben Loyal
Il Ben Loyal è una montagna posta nella Scozia settentrionale. Si tratta di un picco isolato collocato a sud del Kyle of Tongue e dalla sua sommità si ha un'ottima visuale del Kyle, del Loch Loyal a est e del Ben Hope a ovest.

## Descrizione
Il Ben Loyal è composto essenzialmente di granito, ed ha le forme distinte di due picchi separati, il più alto deo quali è chiamato popolarmente An Caisteal. A nord del An Caisteal vi è il più basso Sgòr Chaonasaid (712 m), mentre a sud si trova il Bheinn Bheag (744 m), oltre allo Sgòr a Chèirich (644 m). Il quarto picco (presente nella fotografia a destra) è lo Sgòr Fionnaich (568 m).
Il Ben Loyal è parte della Ben Loyal Estate, inserita nelle proprietà del ciambellano conte Adam Knuth di Knuthenborg, Danimarca. 

## Accesso alla cima
L'accesso al monte si ha attraverso una locale fattoria a nord detta Ribigill (che sino al XX secolo era stata mandata avanti dalla famiglia dell'attore David Mitchell).